# Fuchsia lycioides
Fuchsia lycioides, el chilco del norte o también llamado palo de yegua, es un arbusto de la familia Onagraceae originario de Chile que crece cerca del mar (0 a 100 m s. n. m.) y se cultiva como planta ornamental.

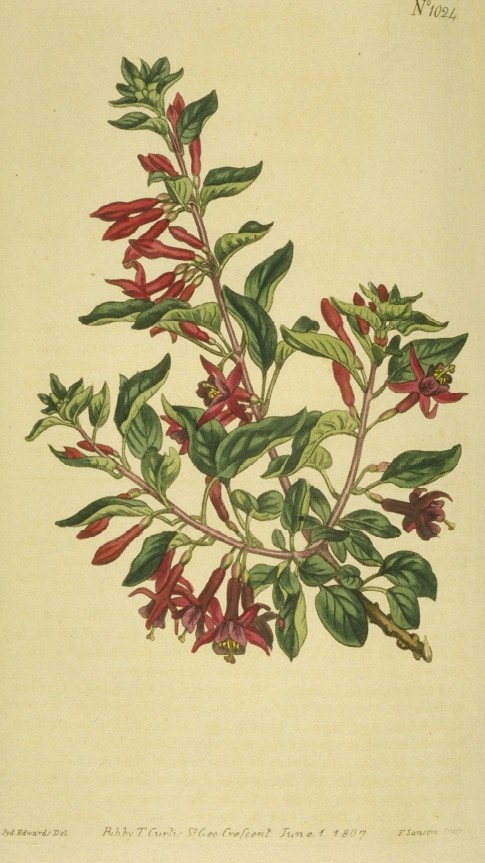
Ilustración

## Descripción
Es un arbusto caduco facultativo (que puede perder sus hojas, en caso de enfrentar sequías) de alrededor de 2 a 3 metros de altura, con ramas leñosas. Pertenece a una sección monotípica Kierschlegeria. Sus hojas presentan borde entero, a diferencia de la mayoría de las fuchsias, tienen el peciolo persistente (que simula una espina, de allí su nombre lycioides = falsa espina) y sus hojas son imparidas (no presenta nudos). Sus flores son tetrapteras, con sépalos abiertos generalmente de color rosado, que sobrepasan el largo de los pequeños pétalos de color rosado, la flor es muy pequeña. Hay 8 estambres.
El fruto es una baya comestible que procede de un ovario en posición inferior. presenta individuos hembra (con anteras atrofiadas) y hermafroditas, que ocasionalmente presenta fertilidad femenina, al final de un episodio de floración. Posee raíces tuberosas, donde almacena agua, para la estación seca, que dura de 6 a 8 meses. En el parque nacional Fray Jorge se le encuentra, alimentada por la niebla del lugar.
Como se superpone con la distribución norte de Fuchsia magellanica, hay individuos interespecíficos naturales y gran confusión, ya que Ruiz y Pavón clasificaron un híbrido como especie, al que llamaron Fuchsia rosea (Fuchsia lycioides X Fuchsia magellanica), que es distinguible de F. lycioides, ya que presenta hojas dispuestas en pares y bordes suavemente dentriculados, además se trata de ejemplares femeninos, ya que presentan anteras atrofiadas.
Las flores varían mucho de individuo a individuo, debido a su reproducción, casi exclusivamente sexuada. Las flores de mayor dimensión corresponden a hermafroditas, los cuales presentan por lo general, algún grado de infertilidad femenina, solo un 25% de los individuos hermafroditas no presenta ningún grado de infertilidad.

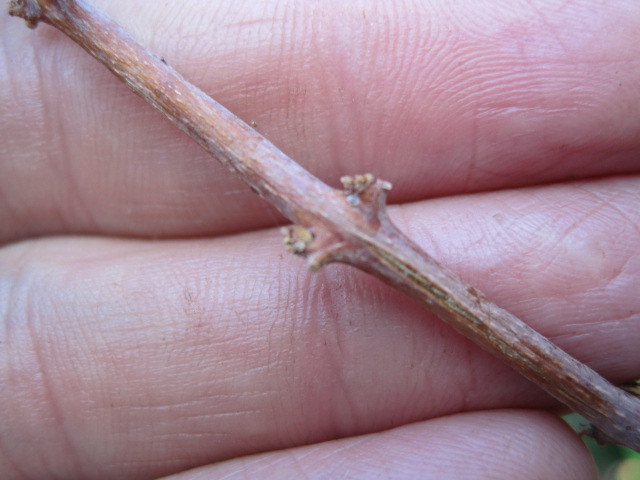
detalle de la falsa espina de F. lycioides

## Distribución y hábitat
En su territorio de origen se encuentra bajo condiciones de clima costero esteparico a marítimo, con precipitaciones entre las 38 a 600 mm. Vive preferentemente en las cercanías del mar, en sitios soleados . Soporta bien la sal.
Está naturalizada en Cochabamba Bolivia,  donde fue introducida para usarla en jardinería.
Presenta diferencias entre individuos de más al norte (Coquimbo), con los de más al sur (laguna verde), en lo que se denomina "variación clinal" presentando flores coloradas, cerca del ápice y aspecto más espinoso en Coquimbo. y flores rosadas-rosado blancas, y flores axiales.

## Usos
Tiene usos medicinales ligados a las molestias propias de la menstruación.
En jardinería, los híbridos de lycioides, son apreciados por su rusticidad y buen comportamiento a pleno sol.

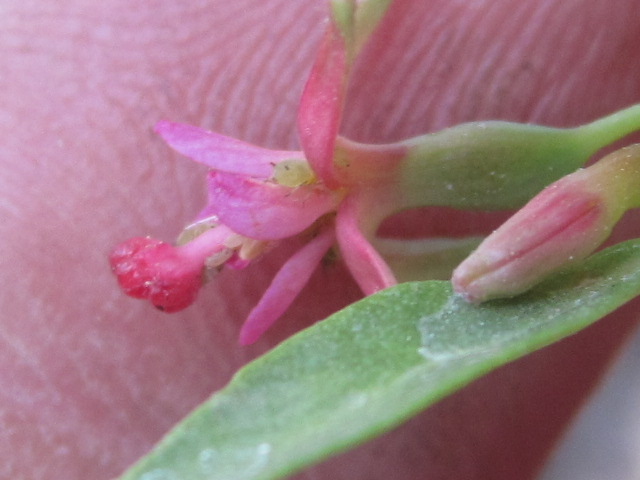
Fuchsia lycioides femenina

## Taxonomía
Fuchsia lycioides fue descrita por Henry Charles Andrews y publicado en Botanist's Repository, for new, and rare plants 2: t. 120. 1800.
Etimología
Fuchsia: nombre genérico descrito por primera vez por Charles Plumier a finales del siglo XVII, y nombrada en honor del botánico alemán, Leonhart Fuchs (1501-1566).
lycioides: epíteto latino que significa "falsa espina".
Sinonimia
- Fuchsia rosea Ruiz & Pav.
- Fuchsia rosea var. spinosa (C.Presl) Reiche
- Fuchsia spinosa C.Presl
- Kierschlegeria lycioides Spach[2]